# Rachel Stevens
Pour l’article homonyme, voir Stevens.
 (septembre 2021).
Si vous disposez d'ouvrages ou d'articles de référence ou si vous connaissez des sites web de qualité traitant du thème abordé ici, merci de compléter l'article en donnant les références utiles à sa vérifiabilité et en les liant à la section « Notes et références ».
Rachel Stevens, née le 9 avril 1978 dans le quartier londonien de Southgate, est une chanteuse et actrice anglaise. Avant sa carrière solo, elle a été l'une des membres du groupe S Club 7 avec Hannah Spearritt et Jon Lee.

## Biographie

### Carrière
Elle est membre du groupe pop S Club 7 jusqu'à sa séparation en avril 2003. Deuxième chanteuse ayant le plus de chansons dans le groupe après Jo, elle est la première à développer sa carrière solo avec la sortie de son premier single Sweet dreams my LA Ex en septembre 2003.
En 2003, elle signe avec Simon Fuller, l'ancien manager du S Club 7 un contrat de plusieurs millions de dollars et réalise son premier single solo, Sweet Dreams My LA Ex, qui atteint la deuxième place des charts au Royaume-Uni. Il s'agit de l'une des meilleures ventes de l'année 2003. Elle sort ensuite son premier album solo, Funky Dory. En 2004, sort un nouveau single, Some Girls, puis More More More, extrait de la réédition de l'album Funky Dory. 
Fin 2004, elle commence l'enregistrement de son deuxième album, Come And Get It, dont sont extraits les singles Negociate with Love, So Good, I Said Never Again puis en dernier single Nothing About This Goodbye qui est finalement annulé[pas clair]. Malgré la qualité de l'album, celui-ci n'obtient le même succès que son précédent.
En 2005, elle fait de la publicité pour la prévention contre le cancer des testicules en Angleterre.
En 2014, le S Club 7 se reforme le temps d'une représentation pour la BBC Children in Need où ils interprètent un medley de leurs plus grands hits. 
En 2015, le groupe fait son grand retour sur scène à l'occasion d'une tournée au Royaume-Uni intitulé : Bring It All Back – 2015 Arena Tour.
Février 2023, le groupe annonce qu'une tournée est prévue à l'occasion des 25 ans de S Club 7 à l'automne 2023.
Celle-ci se fera sans Paul Cattermole , décédé en avril 2023 des suites de problèmes cardiaques et sans Hannah Spearritt qui décide de ne plus y participer. 
Les membres du groupe lui dédient cette tournée appelée Good Times Tour, référence à une chanson interprétée par Paul, un hommage lui est rendu lors de chaque représentation.

## Vie privée
Rachel Stevens a des origines chinoises ainsi que philippines.
Elle est mariée depuis le 2 août 2009 avec Alex Bourne. Ils ont eu ensemble une fille, Amelie, née le 16 novembre 2010, puis une deuxième, Minnie Blossom, née le 1er avril 2014. En juillet 2022, elle a annoncé sur son Instagram qu'elle et Alex Bourne s'étaient séparés.

## Discographie

### Albums
| Année | Nom                               | Classement UK |
| ----- | --------------------------------- | ------------- |
| 2003  | Funky Dory - 1er album studio     | 9             |
| 2005  | Come and Get It - 2e album studio | 28            |

### Singles
| Année | Nom                                    | Classement UK | Album                  |
| ----- | -------------------------------------- | ------------- | ---------------------- |
| 2003  | "Sweet Dreams My LA Ex"                | 2             | Funky Dory             |
| 2003  | "Funky Dory"                           | 28            | Funky Dory             |
| 2004  | "Some Girls"                           | 2             | Funky Dory (réédition) |
| 2004  | "More, More, More"                     | 3             | Funky Dory (réédition) |
| 2005  | "Negotiate with Love"                  | 10            | Come and Get It        |
| 2005  | "So Good"                              | 10            | Come and Get It        |
| 2005  | "I Said Never Again (But Here We Are)" | 12            | Come and Get It        |

## Filmographie

### Série télévisée
- 1999 - 2003 : S Club 7 : Rachel Stevens

### Cinéma
- 2003 : Seeing Double de Nigel Dick : Rachel Stevens
- 2004 : Suzie Gold (en) de Ric Cantor : Pop star
- 2005 : Spider-Plant Man : Mary-Jane
- 2005 : Gigolo malgré lui de Mike Bigelow : Louisa